# ویکتور لوسف
ویکتور لوسف (روسی: Виктор Васильевич Лосев؛ زادهٔ ۲۵ ژانویهٔ ۱۹۵۹) بازیکن سابق و مربی فوتبال اهل شوروی است.
از باشگاه‌هایی که در آن بازی کرده‌است می‌توان به باشگاه فوتبال اوفا، باشگاه فوتبال تورپدو مسکو و باشگاه فوتبال دینامو مسکو اشاره کرد.